# Fehér Agyar (regény)
A Jack London álnéven híressé vált észak-amerikai író, John Griffith Chaney 1876-ban született San Franciscóban. A Fehér Agyar (White Fang) című műve Jack egyik központi témáját boncolgatja: állat és ember együtt létezését, viselkedését egy olyan világban, melynek törvényei mindenkire vonatkoznak. A legfontosabb erények: bátorság, erő, tisztesség, önfeláldozás, szeretet is csak akkor érvényesül, ha összhangban vannak a természet rendjének alaptörvényeivel.

## Főszereplők
- Fehér Agyar: Gyönyörű kutya, akinek farkasok vére folyik az ereiben. Az élet viszontagságai, a megpróbáltatások okos, kemény, kérlelhetetlen harcost formálnak belőle. Míg végül megismeri a szeretet erejét.
- Kiche: Fehér Agyar anyja, ki fia egyetlen támasza volt, de végül őt is elveszítette.
- Sebhelyes: Fehér Agyar apja, erős farkas, aki az életét is feláldozta, hogy megvédje a családját.
- Szürke hód: Egy indián, kit Fehér Agyar első igaz gazdájának tekintett.
- Szép Smith: Egy tisztességtelen, gonosz és kegyetlen ember, aki kutyaviadalokra kényszerítette Fehér Agyart.
- Weedon Scott: Jószívű férfi, akiben Fehér Agyar igaz barátra talált.
- Matt: Weedon Scott barátja.
- Collie: Egy nőstény németjuhász kutya, Fehér Agyar társra talált benne.

## Történet
|  | Alább a cselekmény részletei következnek! |

Fenn, a zord Északon, a jeges folyó mentén egy kutyaszán próbál haladni a hatalmas hóban. Két férfi, Bill és Henry kutyáikkal együtt küzdenek a környezet megpróbáltatásai ellen, hogy elérjék célállomásukat. Útjukat nehezíti a hideg, a sötétség, a fáradtság. A legnagyobb veszélyt azonban a farkasok jelentik számukra. Éjjelente megtámadják a tábort és elvisznek egy-egy kutyát.
A hideg, zord tél a farkasokat is megviselte. Éheztek, nem volt elég táplálék az erdőben, emiatt vetemednek az emberek megtámadására. Billt, az egyik szánhajtót meg is ölték. A barátja elvesztésétől szenvedő Henry még napokon keresztül távol tudta tartani a farkasokat, és mikor úgy érezte, ő is követi társát a halálba, négy szán közeledett a táborhely felé. Megmenekült.
A történet ezek után eltávolodik az emberektől. A farkasok kerülnek előtérbe. Megismerjük a farkasfalkát, ahogy vadásznak, küzdenek a túlélésért. A falkában van egy nőstény, aki kiemelkedik a társai közül, okosabb, talpraesettebb. Néhány tulajdonsága inkább egy kutyáéra emlékeztet.
Napról napra csökken a csoporthoz tartozó farkasok száma. Párok válnak külön, hogy új falkát alapítsanak, s végül nem maradt más, mint a szuka és két hím, egy idősebb és egy fiatalabb, sebhelyes farkas. A nőstény két kérője ellenséges viszonyba került egymással, s egy nap meg is küzdöttek egymással. Az ösztönök és az élni akarás elfelejtette velük a múltat, azokat a napokat, amikor együtt vadásztak, s az éhséget, amelyen osztoztak. Habár az öreg hím tapasztaltabb volt, a Sebhelyes fürgébb, s így ő kerekedett felül. A nőstény elfogadta társául, és ezután együtt vándoroltak, osztozva minden zsákmányon. Egy napon a nőstény három farkaskölyöknek adott életet. A hím mindent meg is tett, hogy gondoskodjon róluk. Az élelem azonban nagyon kevés volt, a kölykök nagyon legyengültek. S végül csak egy maradt életben közülük, egy szürke hím kölyök. Sebhelyes már nem tudta honnan szerezhetne ételt, s egy nap mikor egy hiúzzal került összetűzésbe, alul maradt a csatában. Így a kis szürke kölyök apját is elveszítette.
Az idő elteltével a kis farkas megerősödött. S egyre nőtt benne a kíváncsiság, szerette volna elhagyni a biztonságot jelentő odút. A kíváncsisága nagyobb volt a félelménél. Napról napra egyre távolabb merészkedett az odútól. A saját bőrén keresztül tanult meg küzdeni, s mikor lehet vakmerő, és mely esetekben kell óvatosan eljárnia.
Azonban minden megváltozott mikor életében először találkozott az emberrel. Éppen a folyópartra tartott inni, a folyó mellett azonban 5 indián ült. Az indiánok meg akarták fogni, de ekkor megjelent az anyafarkas, aki fia segélykiáltásaira érkezett. De mégsem támadta meg az indiánokat. Felismerte őket, ahogy a szuka is őket. Az anyafarkas az indiánok kutyája volt, de egy nap elszökött tőlük. Félig kutya, félig farkas. A neve Kicse. Az indiánok magukkal vitték Kicsét a táborukba, s vele a kölykét is, akit nagyon fehér fogai miatt, Fehér Agyarnak neveztek el.
Miközben Kicse a fánál maradt kikötve, a farkaskölyök bejárta a tábort. Nagyon gyorsan kiismerte az emberek életmódját, és még inkább felnézett rájuk. Tudta, hogy az embereknek hatalmukban állt azt tenni vele és a többi kutyával, amit csak akartak: megütötték, megsimogatták, vagy csak eltűrték a jelenlétet. Fehér Agyar csak negyed részben volt kutya. A benne lakozó farkas, a szabadságvágy nagyobb volt benne.
Nem csak ő és az anyja voltak az egyedüli kutyák a táborban voltak mások is. Fehér Agyar nem igazán jött jól ki velük. Mindig megtámadták, ha találkoztak vele. De ő sosem hagyta magát. A jelleme az idők folyamán átformálódott, főként a többi kutya miatt. Jókora adag bosszúszomj gyűlt fel benne. Mogorva természetű lett. Egyetlen támasza anyja, Kicse volt. Azonban egy napon őt is elvették tőle.
Szürke Hód volt Fehér Agyar és Kicse gazdája, adósa volt egy másik indiánnak, Három Sasnak. A tartozás rendezésére Kicsét, a farkasszukát is odaadta. Fehér Agyar nehezen viselte anyja elvesztését. Mindig magányos volt, egyedül érezte magát. Egyre vadabb lett. A kutyák és az indiánok is „megutálták”. A kutyák verekedését mindig előzetes jelzések vezetik be. Ám Fehér Agyar megtanulta elhagyni mindezeket. Figyelmeztető jelzések nélkül támadott és harapott. Két szabály rögzült benne: engedelmeskedni az erőseknek, és félreállítani a gyengéket. Csupán gazdájának, Szürke Vidrának volt hajlandó szót fogadni.
Csupán 8 hónapos volt, mikor szán elé is befogták. Fehér Agyar ellátta a feladatát, de egy csepp szeretetet sem érzett gazdája iránt. A fölényt, az intelligencián és nyers erőn alapuló fölényt teljes mértékben elismerte, de itt vége volt a kapcsolatunknak. Ez talán másként lett volna, ha Szürke Vidra akár egyetlen kedves, becéző szót intézett volna Fehér Agyarhoz. De a gazdája sosem tett ilyesmit.
Hosszú idő elteltével nagy meglepetés érte, az anyja, Kicse megjelent a táborban. Fehér Agyar nagy örömmel fogadta anyját. Kicse azonban már nem ismerte fel őt. Már új kölykei voltak, őket védte. Emiatt fogadta gyanakvással Fehér Agyar közeledését. Fehér Agya utolsó támaszát végleg elvesztette. Nagyon csalódott volt.
Fehér Agyar csaknem ötéves volt már, mikor Szürke Vidra magával vitte egy útjára Dawsonba. Addig akart maradni, míg egész árukészletét fel nem számolja. Fehér Agyar itt találkozott először fehér emberekkel. Úgy érezte, nekik még nagyobb hatalmuk van, mint az indiánoknak. Az indiánok kunyhói is ámulatba ejtették, de a fehér emberek fatörzsekből épült házai még nagyobbak voltak. Elismerte hatalmukat, ugyanakkor bizalmatlanságot keltettek benne.
Egy nap egy tisztességtelen fehér ember, Daliás Smith jelent meg Szürke Vidrának. Fehér Agyart szerette volna megvenni. Szürke Vidra tudta, hogy farkasa igen értékes állat, nem volt hozzá hasonló. Nem volt eladó. Smith azonban nem adta fel, jól ismerte az indiánok szokásait. Gyakran ellátogatott Szürke Vidra táborába, whiskyt adott el neki. Az indián hamar hozzászokott az italhoz, nem telt el sok idő és már nem volt több pénze, whiskyt sem tudott többet venni. Smith rafinált volt, ismét felkereste, hogy adja el neki Fehér Agyart. Nem dollárban kívánt fizetni, hanem whiskysüvegekben. Szürke Vidrát már nem érdekelte az igen értékes farkasa, az alkohol hatalmába kerítette, s végül elfogadta az ajánlatot.
Fehér Agyar többször megszökött Daliás Smithtől. Szürke Vidrát tartotta gazdájának, nem akarta ezt csak úgy másik emberre átruházni. Azonban az indián mindig visszavitte Smithhez, aki újból és újból megverte a farkast. Ketrecbe zárta és állandóan kínozta. Fehér Agyar most már mindenkit és mindent gyűlölt. Kutyaviadalokra kényszerítették. Nem akadt ellenfele, mindenkit legyőzött: kutyát, farkast, hiúzt. Lassan minden jó érzés kihalt belőle, csak a gyűlölet maradt. Egyszer egy Thomas Keeman nevű férfi érkezett a városba, egy pitbullt hozott magával. Először láttak ilyen kutyát itt, kizárt dolog volt, hogy ne szervezzenek egy viadalt a pitbull és Fehér Agyar között. A harc nagyon sokáig tartott. Fehér Agyar hiába volt nagyon jó harcos, a pitbull szinte meg sem érezte a harapásokat. A pitbullnak egyszer sikerült elkapnia Fehér Agyar nyakát, és ezek után már nem is akarta elengedni. Fehér Agyar már nem is tudott harcolni. Csak feküdt a földön, tehetetlenül. Egyszer csak két férfi lépett be az épületbe, sikerült szétszedniük a két kutyát. Az egyik férfi Smitht a félholt Fehér Agyar eladására kényszerítette, jóval valódi értéke alatt, 50 aranyért vette meg tőle.
Fehér Agyar testileg felépült, azonban lelki sérülései jóval komolyabbak voltak. Weedon Scott barátjával, Matt-tel érkezett Dawsonba. Mindketten segíteni akartak a szegény farkasnak. Fehér Agyar nem adta könnyen magát, többször megharapta Scottot, de ő nem adta fel. Fehér Agyarnak sok időbe telt mire újra bízni tudott az emberben. De egész életében nem kapott annyi szeretetet, mint most. Scott törődése meghozta a kívánt eredményt. Ez az időszak egy új élet kezdete volt Fehér Agyar számára. Scott jóságával felszínre hozott belőle egy létfontosságú erőt, amely már kis híján örökre elveszett: a szeretet. Fehér Agyar elfogadta őt, mindent megtett, hogy szeretett gazdája boldog legyen. Scott magával vitte őt Kaliforniába a családjához, ahol a bíró családját is megszerette, igaz, nem egyik pillanatról a másikra. Életét is kockáztatta, hogy megvédje gazdáját. Társra is talált egy juhászkutya személyében, 6 kölykük született.
|  | Itt a vége a cselekmény részletezésének! |

## Magyarul
- Farkasvér; ford. Dobosi Pécsi Mária; Singer-Wolfner, Bp., 1922
- Fehér Agyar; ford. Szász Imre; in: Kisregények és elbeszélések; Európa, Bp., 1968 (A világirodalom remekei)
- Fehér Agyar; ford., bev., jegyz. Semlyén István; Dacia, Kolozsvár, 1970 (Tanulók könyvtára)
- Farkasvér. Regény; ford. Semlyén István; Dunakanyar 2000, Bp., 1997
- Fehér Agyar; ford. Kovácsné Kliment Emilia; Új Ex Libris, Bp., 2001 (Klasszikus ifjúsági regénytár)
- Fehér Agyar; ford. Kovácsné Kliment Emilia; átdolg., röv. kiad.; Új Ex Libris, Bp., 2005 (Klasszikus ifjúsági regénytár)